# Banner (California)
Banner es un área no incorporada ubicada en el condado de San Diego en el estado estadounidense de California. La localidad se encuentra a orilla de la Ruta Estatal de California 78 en Julian.

## Geografía
Banner se encuentra ubicada en las coordenadas 33°4′N 116°32′O / 33.067, -116.533. Se encuentra a una altitud de 2743 pies (836 m).